# Montagne Saint-Pierre
 (novembre 2013).

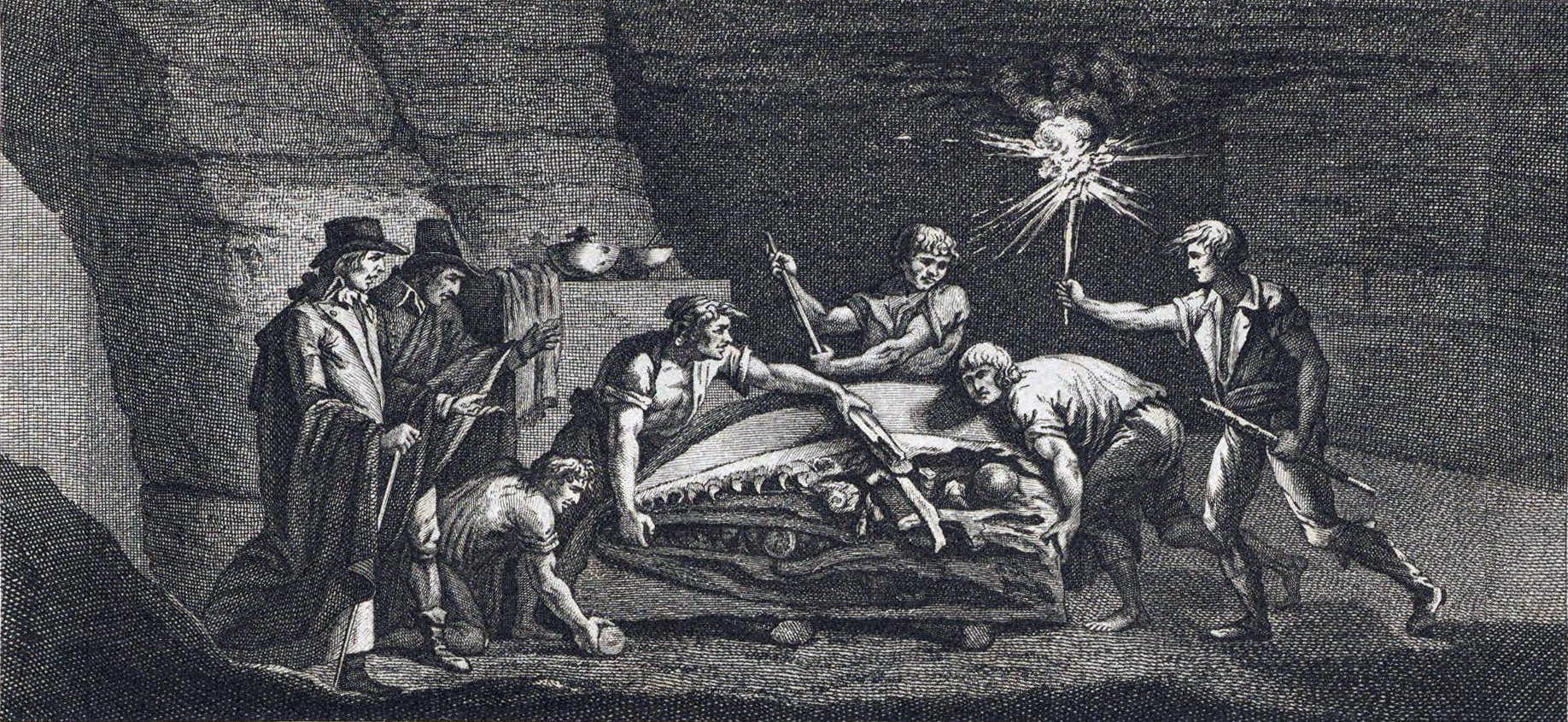
Découverte en 1764 dans les grottes de Maastricht du crâne de mosasaure, le tout premier specimen de cette famille éteinte de grands reptiles marins à avoir été identifié (illustration de 1799).

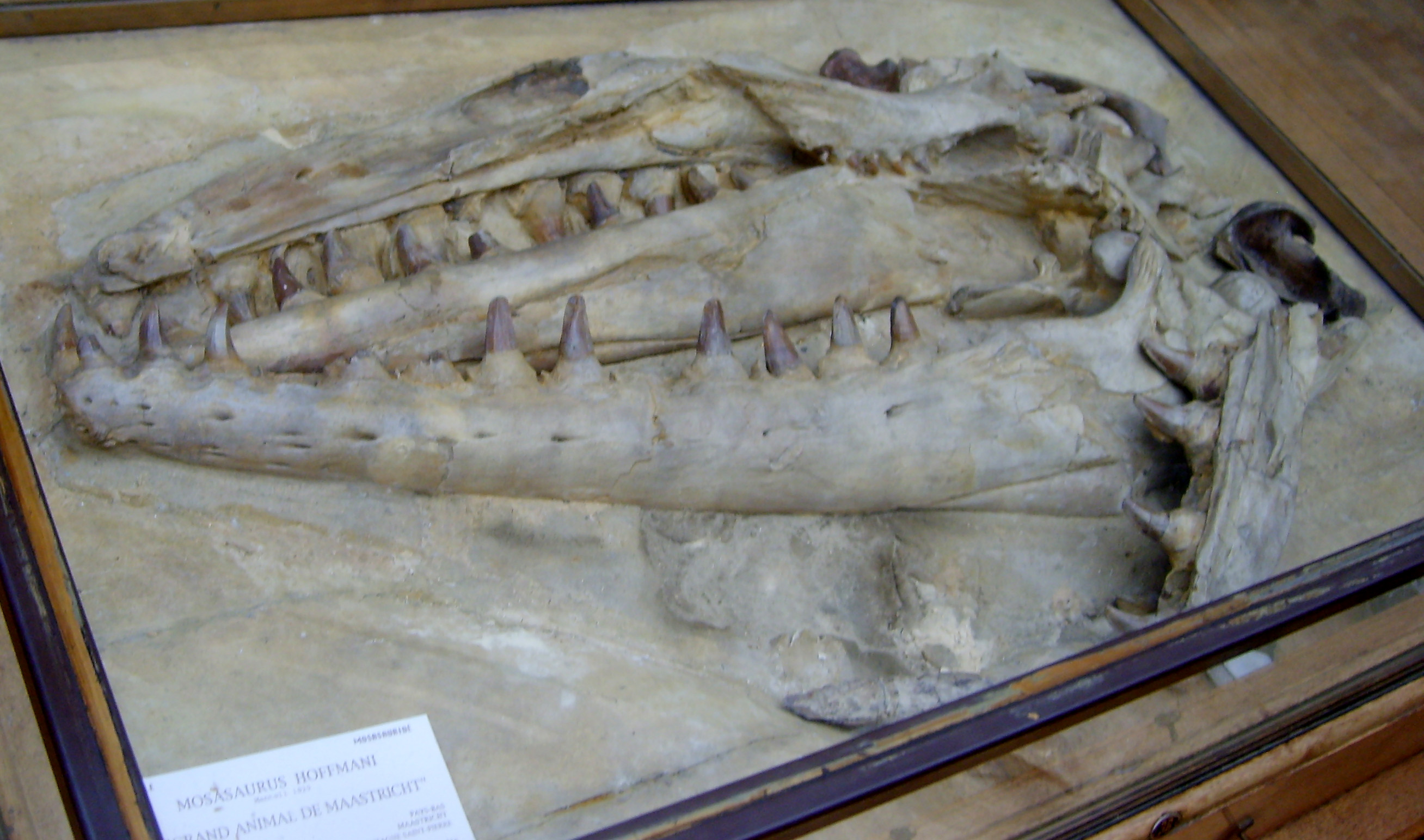
Crâne du premier mosasaure identifié, au Muséum national d'histoire naturelle de Paris.

La montagne Saint-Pierre (en néerlandais : Sint-Pietersberg) est une colline s'étendant du nord au sud entre les vallées du Geer et de la Meuse, de Maastricht (Pays-Bas) jusqu'aux environs de Liège (Belgique).
Elle est régulièrement franchie lors de la course cycliste de l'Amstel Gold Race.
Le sommet de la montagne Saint-Pierre est la colline D'n Observant qui culmine à 171 m d'altitude. La géomorphologie de cette colline aux pentes assez prononcées a été modifiée par l'exploitation des carrières souterraines et les rejets des débris stériles ou de blocs de craie inexploitables. C'est le douzième plus haut sommet des Pays-Bas[réf. nécessaire].
Son sommet offre une vue panoramique sur la vallée de la Meuse et Maastricht.

## Principales caractéristiques
Sa composition calcaire, sa richesse en rognons de silex et sa position géographique en font un lieu remarquable à divers titres :
- carrière de silex du Néolithique, et extension du réseau de galerie jusqu'au XIXe siècle sur 200 kilomètres ;
- plus riche hébergement de chiroptères de Benelux[2] ;
- plus riches prairies d'orchidées (Dactylorhiza, Ophrys, Orchis, Epipactis) du Benelux ;
- premiers ossements de reptile préhistorique géant découverts au XVIIIe siècle, connus sous le nom de « Grand Animal fossile des Carrières de Maestricht » : mâchoire de mosasaure, découverte en 1780, transféré en 1795 au Muséum national d'histoire naturelle de Paris. Le spécimen fut décrit et identifié par Georges Cuvier en 1808 ;
- squelettes complets de mosasaures et de tortues marines dans la partie belge ;
- limite septentrionale de nombreuses espèces d'animaux et de plantes, en particulier installées sur les pelouses calcaires ;
- nombreuses carrières et industries de la chaux ;
- Fort d'Eben-Emael de la ceinture fortifiée de Liège[3].

## Géologie
La roche de la montagne Saint-Pierre est essentiellement constituée de craie de la période du Crétacé (−145 à −66 Ma). Il s'agit de calcarénite, l'équivalent carbonaté de grès formée par la consolidation modérée de sables calcaires (CaCO3) dont la granulométrie est inférieure à 2 mm. Cette calcarénite possède une très grande porosité (typiquement entre 10 et 40 % de porosité totale) et peut emmagasiner de grande quantité d'eau et contribuer de ce fait à alimenter les réserves d'eau souterraines, comme c'est le cas notamment de l'aquifère de Hesbaye.
La montagne Saint-Pierre a été façonnée par les deux cours d'eau de la Meuse et du Geer, qui ont découpé le plateau calcaire, connu à l'est de la Meuse sous le nom de plateau de Herve, et à l'ouest du Geer sous le nom de Hesbaye. L'érosion fluviatile permet ainsi d'observer différentes couches de sédiments renfermant entre autres, du lœss (sédiment éolien), du sable (quartz, silice), du gravier et de la craie avec des lits de nodules de silex.
Les dépôts de craie renferment de très nombreux fossiles : oursins, coques, bélemnites sont les plus fréquents. L'exploitation industrielle en carrière est l'occasion de trouver parfois de plus grands spécimens.

## Hydrographie
La montagne est limitée à l'est par la Meuse et à l'ouest par le Geer. Le canal Albert coupe la montagne en deux sur 1 300 mètres et 65 mètres de hauteur, au niveau de la tranchée de Caster creusée à cet effet dès 1929. Le canal séparant désormais les parties nord et sud de la montagne, une passerelle piétonne et cycliste devrait être inaugurée en 2025, permettant de nouveau le passage tout au long de la crête.
Les écluses de Lanaye, situées au pied de la montagne, permettent le passage du bassin de la Meuse vers le canal Juliana et le Rhin.
À l'est, la rectification du cours de la Meuse, frontière d'état en ces lieux, a laissé de part et d'autre des bras morts du fleuve, devenus frayères ou ports de plaisance. Sur la rive gauche, la Vieille Meuse est la plus connue. Elle faisait, jusqu'à la rectification de 2018, partie du territoire néerlandais (ancienne rive droite de l'ancien tracé du fleuve, et rive gauche du nouveau), mais est propriété de la ville de Visé. Elle était le lieu des Pays-Bas présentant la plus grande richesse écologique.

## Écologie

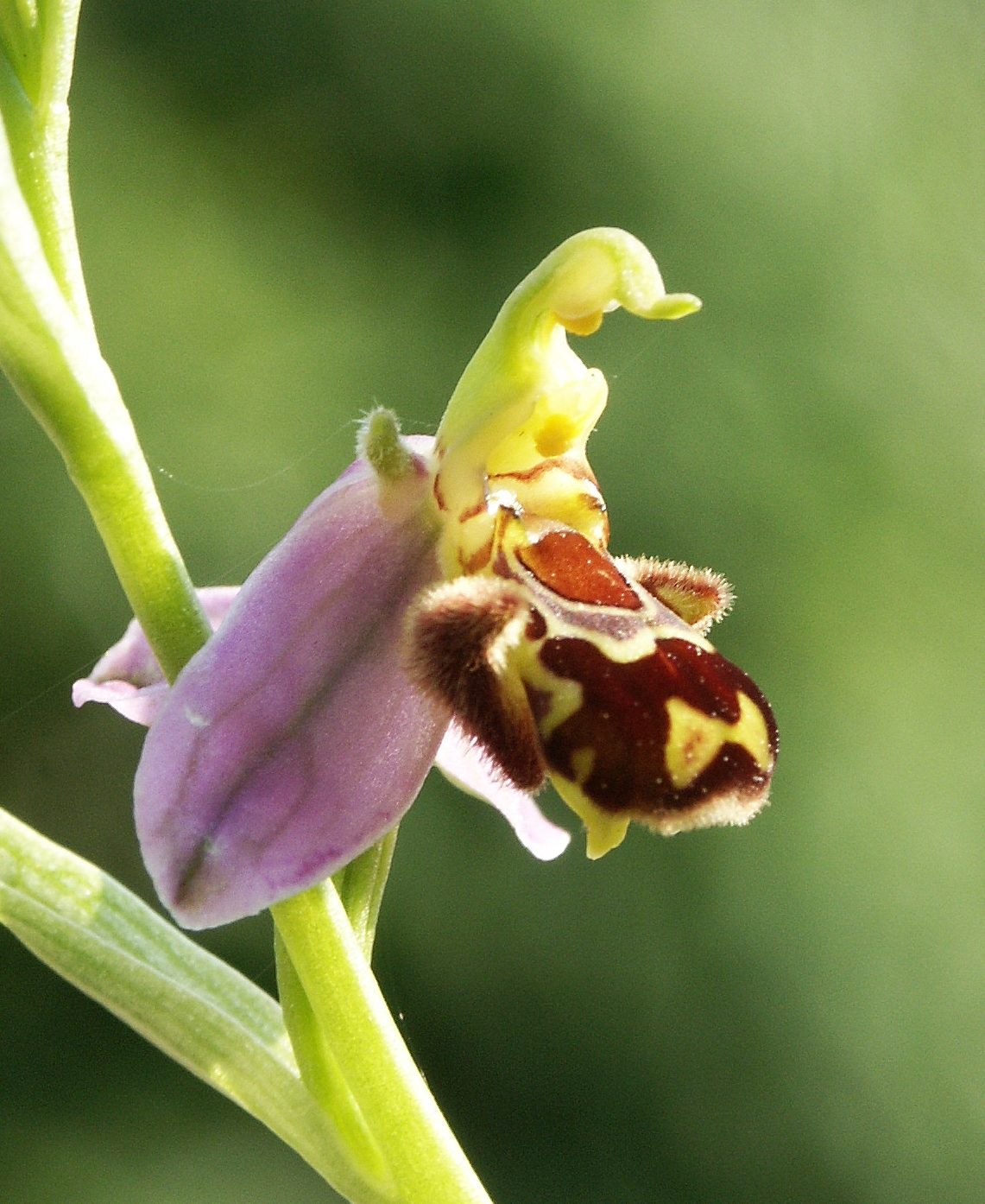
Orchidée Ophrys apifera.

D'un point de vue botanique, le site de la montagne Saint-Pierre est exceptionnel. On y retrouve des pelouses calcaires peuplées d’espèces pour lesquels le site est la limite d’extension vers le nord et notamment plusieurs espèces d’orchidées.
Quelques-unes des orchidées présentes à la montagne Saint-Pierre :
- Aceras anthropophorum
- Ophrys apifera
- Ophrys insectifera
- Orchis militaris
- Orchis purpurea
- Platanthera bifolia

Cette situation est due à une combinaison de facteurs (sol calcaire, exposition sud-ouest, présence d’un fleuve, sol dégagé, etc.) qui favorisent un microclimat relativement chaud.
Une menace pèse cependant sur les pelouses calcaires : l’évolution naturelle du site vers un repeuplement forestier. Cette évolution a été empêchée durant des siècles par le pâturage de moutons, accompagné de brûlis réguliers. Aujourd’hui, un entretien régulier et  adapté remplace l’exploitation agricole : le pâturage par les moutons en fait partie mais pas le brûlis, néfaste pour la biodiversité.
En juin 2012, des vautours fauves ont été aperçus sur les falaises du site, ce qui constitue également l'une des observations modernes les plus septentrionales de cette espèce.

## Industrie

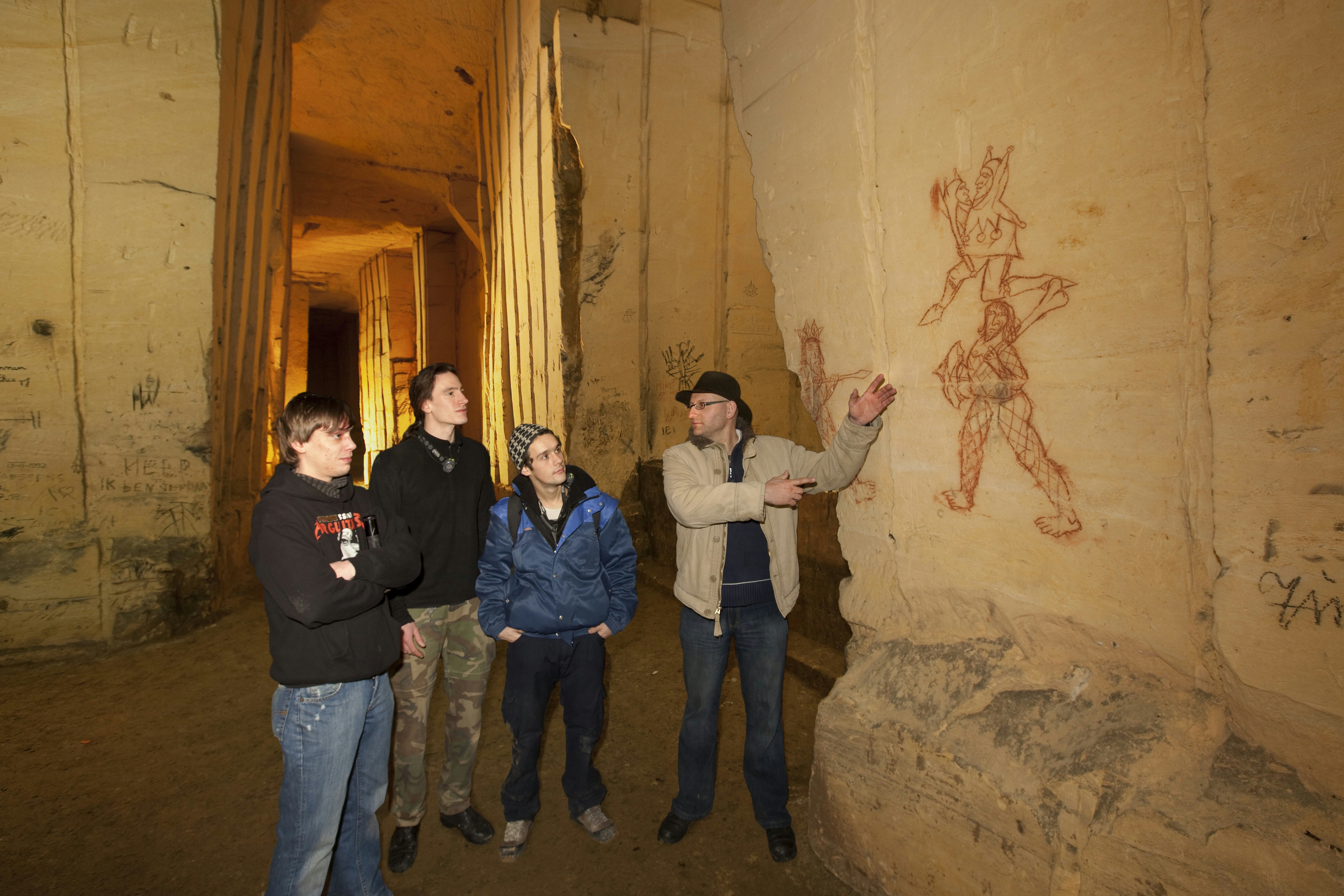
Graffiti dans une des carrières.

La présence humaine à la montagne Saint-Pierre est attestée dès le Paléolithique inférieur.
L'intérêt du contenu de son sol se révèle très vite : à l'instar de Spiennes ou Spy, le lieu est connu pour l'exploitation des silex que l'on y trouve en abondance dans la craie.
Dès l'Antiquité celte, on creusera des galeries dans le sol pour en extraire l'autre richesse géologique : la craie nommée aussi tuffeau ou pierre de France. Jusqu'au milieu du XXe siècle, on se servira de cette pierre pour construire de nombreux bâtiments dans la région. Les dernières exploitations en activité pratiquant l'extraction et la taille des blocs de craie ont pour principal marché la restauration des bâtiments anciens.
L'exploitation de la craie ne se termine pas puisqu'on l'exploite depuis les années 1920, dans de gigantesques carrières à ciel ouvert pour la production de chaux et de ciment. 
Aux Pays-Bas, cette production est assurée par la Eerste Nederlandse Cement Industrie (ENCI), et en Belgique par Heidelberg Cement (anciennement CBR et Obourg). Imerys est également présent.
Géré par Intradel, la carrière désaffectée de Halembaye (Haccourt) sert de lieu d'enfouissement de déchets ménagers ultimes et des cendres provenant de l'usine d'incinération de déchets de Herstal.
Depuis quelques années l'intérêt biologique du site a été révélé et la tendance est de limiter le développement de l'industrie lourde et de rendre le site à la nature et aux promeneurs.
Aux Pays-Bas, l'association « Natuurmonumenten » a racheté en 1992 pour un florin symbolique tous les terrains d'intérêt écologique détenus par la province. L'association maintenant chargée de la gestion des sites, tente d'impliquer les différents partenaires privés présents sur le site.
Les sites de Belgique sont notamment propriété des Réserves Naturelles et Ornithologiques de Belgique et des forces armées belges.

## Localités incluant le territoire de la montagne Saint-Pierre
Belgique
- Région wallonne
  - Bassenge
  - Oupeye
  - Visé
- Région flamande
  - Riemst

 Pays-Bas
- Province de Limbourg
  - Maastricht